# Вихлач, Зофья
Зофья Вихлач (пол. Zofia Wichłacz; род. 5 апреля 1995, Варшава) — польская актриса театра, кино и телевидения.

## Биография
Родилась 5 апреля 1995 года в Варшаве, в семье кинооператора Збигнева Вихлача и Анны Сейтз-Вихлач.
Обучение в Театральной академии имени Александра Зельверовича прервала после первого семестра.
Дебютировала в 2013 году в фильме «Был себе ребёнок».
В 2014 году сыграла одну из главных ролей в военной драме Город 44 режиссёра Яна Комаса. За роль санитарки «божьей коровки» получила премию Орла в номинации «одкрытие года».
В 2017 выходит фильм «След зверя» снятый по повести Ольги Токарчук «Пройдись плугом по костям мёртвых» в постановке Агнешки Холланд, в которой Вихлаx сыграла мать «Матуги».

## Фильмография
| Год       |   | Русское название           | Оригинальное название          | Роль                          |
| --------- | - | -------------------------- | ------------------------------ | ----------------------------- |
| 2014      | ф | Город 44                   | Miasto 44                      | Алиса "божья коровка"         |
| 2016      | ф | Послеобразы                | Powidoki                       | Ханя Боровска, студентка      |
| 2017      | ф | Примирение                 | Zgoda                          | Анна Новицка                  |
| 2017      | ф | След зверя                 | Pokot                          | мать "Матоги"                 |
| 2017      | ф | Амок                       | Amok                           | Зофья Бала, жена Кристиана    |
| 2018      | с | Трясина                    | Rojst                          | Тереза Зажицка, жена Петра    |
| 2018      | с | 1983                       | 1983                           | Каролина Лис, девушка Каетана |
| 2019—2023 | с | Мир в огне                 | World on Fire                  | Кася Томашеская               |
| 2021      | с | Трясина 1997               | Rojst                          | Тереза Зажицка, жена Петра    |
| 2021      | ф | В лесу сегодня не до сна 2 | W lesie dziś nie zaśnie nikt 2 | Ванесса Ковальчик             |